# Hamayuu
Die Hamayuu (japanisch はまゆう) ist ein 1998 in Dienst gestelltes Fährschiff der japanischen Reederei Kampu Ferry. Sie wird auf der Strecke von Shimonoseki ins südkoreanische Busan eingesetzt.

## Geschichte
Die Hamayuu wurde am 25. März 1997 unter der Baunummer 1052 in der Werft von Mitsubishi Heavy Industries in Shimonoseki auf Kiel gelegt und lief am 27. April 1998 vom Stapel. Nach der Ablieferung an Kampu Ferry am 27. August 1998 nahm das Schiff am Folgetag den Fährdienst auf der Strecke von Shimonoseki ins südkoreanische Busan auf.
Am 2. Mai 2005 musste die Hamayuu eine Überfahrt abbrechen und für Reparaturen nach Shimonoseki zurückkehren, da Abgase in den Maschinenraum gelangten. Ansonsten blieb die Dienstzeit des Schiffes ohne größere Vorkommnisse.
Die Hamayuu verkehrt gemeinsam mit der 2002 in Dienst gestellten Seong Hee einmal täglich auf der Route nach Busan. Zu ihrer Ausstattung gehören ein Hauptrestaurant, ein Grill-Restaurant, ein Duty-free-Shop, ein Karaokeraum sowie ein Raucherzimmer. Die Unterkünfte der Passagiere sind in Mehrbettkabinen oder Schlafsälen der Ersten und Zweiten Klasse sowie Suiten mit privaten Deckbereich eingeteilt.